# Alja Rachmanovová
Alja Rachmanovová pseudonymem Alja Rachmanowa, vlastním jménem Galina von Hoyer, rozená Galina Nikolajevna Ďurjagina, rusky Галина Николаевна Дюрягина, (3. červnajul./ 15. června 1898greg. Kasli, Ruské impérium – 11. února 1991 Ettenhausen, Švýcarsko) je umělecký pseudonym ruské spisovatelky a psycholožky, žijící od roku 1926 v rakouském a od roku 1945 švýcarském exilu. Jde o autorku beletrizovaných deníků z období bolševického převzetí moci v Rusku.

## Život
Narodila se do rodiny železničního úředníka (některé zdroje uvádějí podle jejích deníků otce jako „lékaře“) Nikolaje Dmitrijeviče Ďurjagina v uralském městečku Kasli nedaleko Jekatěrinburgu. Matka Serafima Michajlovna pocházela z kovoliteckého rodu Timofejevových z Kasli. Dětství strávila Alja v Kasli, později se s rodinou přestěhovala do Permu, kde po absolutoriu gymnázia pokračovala od roku 1916 ve studiu literární vědy a psychologie na historicko-filologické fakultě tamní univerzity. Od šesti let si systematicky psala deník. V době studia v něm zachytila atmosféru období těsně před bolševickou revolucí, období nelítostných bojů o moc během občanské války (konkrétně v Permu) a situaci během útěku celé rodiny před Rudou armádou na Sibiř. V Irkutsku, který se v té době stal dočasným sídlem bělogvardějské vlády admirála Kolčaka pod ochranou Československých legií, pokračovala ve studiu. Roku 1921 se v Omsku provdala za rakouského válečného zajatce Arnulfa von Hoyera. Společně se vrátili do Permu, kde dokončila studium, a oba tam začali přednášet na univerzitě. V únoru 1922 se jim narodil syn Alexander („Jurka“). V červnu 1925 odjel von Hoyer do Vídně kvůli dalšímu studiu na tamní univerzitě a rodinu vzal s sebou. Koncem roku se vrátili do Permu, ale sovětské úřady jim zamítly žádost o návrat, a tak byla celá rodina donucena Sovětské Rusko opustit.

### Exil
V únoru 1926 přijeli do Vídně a usadili se v tamním okrese Währing, v září 1927
přesídlili do von Hoyerova předválečného bydliště Salcburku. Někdy v roce 1931 Rachmanovová konvertovala ke katolické církvi. V říjnu téhož roku jí salcburské nakladatelství Anton Pustet vydalo první knihu a po jejím úspěchu následovaly rychle další. Marketingovou podporu tvořily její autogramiády a literární přednášková turné po Rakousku, později i po Švýcarsku, Maďarsku a Německu. Od podzimu 1937 začaly být její aktivity na území nacistického Německa z nejasných důvodů nežádoucí – možná byla vnímána kvůli svému zarytému antibolševismu jako nevhodná konkurence vládnoucího režimu, možná vadil její částečně tatarský původ a fysiognomie („…ich sei eine Mongolin, artfremd…“). Podle některých zdrojů, založených na autorčiných poválečných dílech a prohlášeních, byla po anšlusu Rakouska nacistickým režimem šikanována, po uzavření německo-sovětského Paktu Ribbentrop–Molotov ji dokonce vyloučili z říšské spisovatelské komory a její díla byla zakázána. Nikdo z rodiny údajně nebyl členem nacistických organizací. Syn Alexander byl za druhé světové války jakožto občan anektovaného Rakouska odveden do wehrmachtu a v dubnu 1945 padl u Vídně v bojích s postupující Rudou armádou (podle oficiálních německých zdrojů 31. 3. 1945). Rachmanovová s manželem na konci války opustili Salcburk a po několika neúspěšných pokusech o ilegální přechod hranic se 22. 4. 1945 u Schaffhausenu dostali do Švýcarska. Po kratším pobytu v uprchlickém táboře a dvou letech v podnájmu ve Winterthuru se roku 1948 usadili v obci Ettenhausen v kantonu Thurgau, kde si postavili dům. Již koncem roku 1946 (s datací 1947) jí vyšlo v Curychu dvoudílné vydání beletrizovaných deníků z období války. Další knihy následovaly až do úmrtí jejího manžela (1970). Bez jeho spolupráce už v psaní nepokračovala. Rachmanovová zemřela roku 1991, pochována je i s manželem a synem Jurkou na Městském hřbitově v Salcburku.

### Alternativní životopis 1938–1945
Roku 2015 vydal basilejský slavista Heinrich Riggenbach na základě zkoumání její pozůstalosti (je uložena ve státním archivu kantonu Thurgau ve Frauenfeldu) poprvé její nekorigované deníky z válečných let 1942–1945 ve vlastním německém překladu. V doslovu dokazuje, že osudy rodiny za nacistického režimu se lišily od autorčina podání v poválečných vyjádřeních a dílech. V březnu 1938 se její manžel stal členem paramilitárního motoristického sboru NSDAP a Spolku učitelů NSDAP. Syn Alexander vstoupil hned po „anšlusu“ do Hitlerjugend (členství bylo ovšem pro mladistvé občany Říše v podstatě povinné), již v červenci byl jako aktivní člen zvolen vůdcem oddílu, později se stal členem Studentského spolku NSDAP. Sama Rachmanovová byla členkou sociální organizace NS-Volkswohlfahrt. Její knihy s ruskou tematikou skutečně v letech 1940–1941 nevycházely, šlo ovšem o důsledek celoříšského opatření – sovětské poměry nebyly po tu dobu komentovány v tisku ani v literatuře, a to ani negativně, ani pozitivně. Mimo toto omezení jí díla normálně vycházela, což dokládají i katalogy knihoven. Její žádost o členství v říšské spisovatelské komoře z roku 1938 byla roku 1942 zamítnuta kvůli jejímu světovému názoru, mimo jiné kladnému vztahu k židovstvu, a kvůli pevnému napojení na katolický klér. Na základě jejího odvolání a dobrozdání gauleiterů NSDAP pro župy Salcbursko a Korutany a regionálního Říšského úřadu propagandy ji komora ještě téhož roku za členku přijala. Kolem roku 1941 sepsala pro „Informationsstelle I“ říšského ministerstva zahraničních věcí dva kritické texty o životě v Sovětském Svazu a ty byly vydány jako propagandistické brožury pro využití zastupitelskými úřady v zahraničí a okupačními úřady na obsazených územích (viz Dílo). Roku 1942 nechaly nacistické úřady (patrně ministerstvo propagandy) pořídit pirátské překlady do ruštiny z jejích prvních dvou deníkových knih a použily je jako propagační materiál šířený na okupovaných sovětských územích. Rachmanovová se od těchto vydání ve svých válečných denících distancovala. V katalozích knihoven není toto vydání v ruštině doloženo. Přes dílčí problémy, jimž ji nacistický režim vystavil, vyjadřovala mu ve svých denících až do samého konce války podporu, vyslovovala opakovaně naději v jeho konečné vítězství. Podle všeho ji zásadní odpor k totalitnímu bolševickému režimu paradoxně přivedl k výrazné podpoře jiné totality: nacismu. Riggenbach uvádí jako důvod spěšného odchodu von Hoyerových z Rakouska vedle útěku před Rudou armádou i obavy z poválečného vyšetřování ze strany rakouských denacifikačních institucí. Rakousko nikdo z nich po válce již nenavštívil, nezúčastnili se ani ukládání ostatků syna Jurky do salcburského hrobu (1947). Díla Rachmanovové v Rakousku až do roku 1950 nesměla vycházet. V sovětské okupační zóně byla díla Rachmanovové vyřazena z knihoven.

## Dílo
Její beletrizované (pozměněná jména osob, jejich personálie, časové údaje atd.) ruské deníky z let 1916–1927 se staly základem pozdějšího rozsáhlého literárního díla, jež ji zařadilo mezi ruské exilové autory. Deníky vyšly v salcburském nakladatelství Anton Pustet postupně ve třech dílech: první díl Studenten, Liebe, Tscheka und Tod : Tagebuch einer russischen Studentin (1931, Studenti, láska, Čeka a smrt : Deník ruské studentky) zahrnoval období let 1916–1920. Na něj navazovaly Ehen im roten Sturm : Tagebuch einer russischen Frau (1932, Manželství v rudé bouři : Deník ruské ženy) z období od roku 1920 až do odchodu z Ruska a Milchfrau in Ottakring : Tagebuch einer russischen Frau (1933, Mlékařka v Ottakringu : Deník ruské ženy) z prvních dvou let v exilu. Jejich vydání přineslo velký úspěch a knihy byly přeloženy do mnoha jazyků. Všechna svá díla napsala na psacím stroji s latinkou foneticky rusky, ale publikována byla v němčině v překladech autorčina manžela. Po manželově smrti (1970) psát přestala. Původní zdroje k jejím autobiografickým dílům (její rukopisné rusky psané deníky, strojopisné přepisy latinkou ve fonetické ruštině) se až na výjimky nezachovaly, autorka je pravděpodobně zničila. V pozůstalosti se v rukopisech zachovaly pouze deníky z období druhé světové války a zápisky o synovi Jurkovi.
V ruštině – kromě pirátského nacistického překladu – nebylo žádné její dílo vydáno.

### Další díla
- Geheimnisse um Tataren und Götzen. Erlebnisse einer jungen Russin aus dem Ural (1933);
- Die Fabrik des neuen Menschen (1935);
- Ssonja Tolstoj, Tragödie einer Liebe (1938);
- Jurka, Tagesbuch einer Mutter (1938);
- Wera Fedorowna, der Roman einer russischen Schauspielerin (1939);
- Einer von vielen, das Leben des Jurkas (1947);
- Das Leben eines großen Sünders (Dostojevskij) (1947);
- Sonja Kowalewski, Leben und Liebe einer gelehrten Frau (1950);
- Jurka erlebt Wien (1951);
- Die Liebe eines Lebens, Iwan Turgenjew und Pauline Viardot (1952);
- Die falsche Zarin, Prinzessin Elisabeth Tarakanowa, Rivalin Katharinas d. Gr. (1954);
- Im Schatten des Zarenhofes, die Ehe Alexander Puschkins (1957);
- Ein kurzer Tag. Das Leben des Arztes und Schriftstellers Anton Pawlowitsch Tschechow (1961);
- Tiere begleiten mein Leben (1963);
- Die Verbannten. Frauenschicksale in Sibirien zur Zeit Nikolajs I. (1964);
- Tschaikowskij, Schicksal und Schaffen (1972);
- Auch im Schnee und Nebel ist Salzburg schön. Tagebücher 1942 bis 1945 – posmrtné vydání válečných deníků v překladu Heinricha Riggenbacha z neupravovaných autorčiných rukopisů (2015).

Propagandistické brožury podle objednávky říšského ministerstva zahraničí:
- Das tägliche Leben des russischen Menschen, Paradies oder Hölle (1941);
- Der Zerfall der Familie in Sowjetunion (nedatováno).

### Česká vydání
V češtině vyšel roku 1937 román Továrna na nového člověka v překladu Františka Kopečného a Františka Müllera. O rok později vyšel první díl deníků Studenti, láska, Čeka a smrt v překladu Františka Hrbka, a to ve znění pozměněném zejména v částech, v nichž autorka kriticky popisuje působení Československých legií pod velením generála Radoly Gajdy na Sibiři. Toto vydání uvádí jako svůj inspirační zdroj Olga Barényi ve svém románu Prager Totentanz z roku 1958. V plném znění kniha vyšla až roku 2012.